# Hermanas de la Caridad Cristiana
La Congregación de Hermanas de la Caridad Cristiana, Hijas de la Bienaventurada Virgen María de la Inmaculada Concepción (oficialmente en latín: Congregatio Sororum Christianae Caritatis) es un congregación religiosa católica femenina, de vida apostólica y de derecho pontificio, fundada en 1857 por la religiosa alemana Paulina von Mallinckrodt, en Paderborn. A las religiosas de este instituto se les conoce como hermanas de la caridad cristiana y posponen a sus nombres las siglas S.C.C.

## Historia

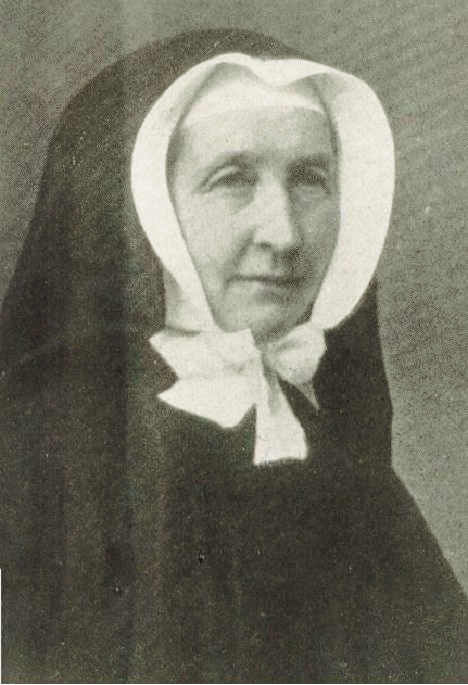
Paulina von Mallinckrodt (1817-1881), fundadora de la congregación, es venerada como beata en la Iglesia católica.

La congregación fue fundada en Paderborn (Alemania), en 1849, por la religiosa Paulina von Mallinckrodt, para la asistencia de los niños ciegos y pobres. Con el tiempo, las religiosas añadieron a sus actividades, la educación y formación cristiana de la juventud.
La congregación de Hildesheim recibió la aprobación como congregación religiosa de derecho diocesano el 21 de agosto de 1849, de parte de Johann Franz Drepper, arzobispo de Paderborn. El papa Pío IX elevó el instituto a congregación religiosa de derecho pontificio, mediante decretum laudis del 21 de febrero de 1863.
Entre las miembros del instituto destaca la fundadora Paulina von Mallinckrodt, quien es venerada como beata en la Iglesia católica.

## Organización
La Congregación de Hermanas de la Caridad Cristiana es un instituto religioso de derecho pontificio y centralizado, cuyo gobierno es ejercido por una superiora general. La sede central se encuentra en Roma (Italia).
Las hermanas de la caridad cristiana se dedican a la educación e instrucción cristiana de la juventud y a la atención socio-sanitaria. En 2017, el instituto contaba con 468 religiosas y 39 comunidades, presentes en Alemania, Argentina, Chile, Estados Unidos, Filipinas, Italia y Uruguay.